# 武田梨沙子
武田 梨沙子（たけだ りさこ、1968年8月4日 - ）は、主に愛知県名古屋市および東海地方を拠点に活動する日本の女優。

## 来歴・人物
- 所属事務所はアメージングプロモーション。[1]
- 趣味は料理、映画鑑賞、アニメソングを声優風に歌うこと。[1]
- テレビドラマ『キッズ・ウォー』シリーズ、『新キッズ・ウォー』シリーズの双方に脇役として出演した女優の1人である。

## 出演作品

### テレビドラマ
出典:
- パパはエステティシャン（テレビ愛知、1998年4月 - 6月）
- アゲイン〜ラヴ・ソングをもう一度〜（CBCテレビ、1999年11月29日 - 2000年1月28日）
- なごや千客万来（NHK、2000年6月23日 - 7月28日）
- キッズ・ウォー2（CBC、2000年5月29日 - 7月28日）- 並木先生 役
- バトルファミリー（CBC、2001年11月26日 - 2002年1月25日）
- 新キッズ・ウォー2（CBC、2006年5月29日 - 7月28日）- 野島健二の母親 役
- ママの神様（CBC、2008年5月5日 - 6月27日）
- 中学生日記 シリーズ「卒業」第2部『旅立ちの日に～僕たちのキズナ』（NHK、2011年3月19日）
- 中学生日記 『オオカミ少女』第1話（NHK、2011年10月21日）
- 5つのハートフル物語（CBC、放映時期不明）

### バラエティ・情報番組 他
出典:
- 技アリOL（東海テレビ)
- クスクス（中京テレビ)

### テレビCM
出典:
- ヒマラヤ
- アサヒドーカメラ
- ダイコク電機
- サガミ
- コロナワールド

### 映画
出典:
- MY HOUSE（監督:堤幸彦、2012年5月26日公開）

### ラジオ
出典:
- 「パックカフェ」（FMよっかいち）

### 声優
出典:
- カラオケエンシングアテレコ

### 舞台
出典:
- DUCK SOAP
- 月夜とオルガン
- 前略 ありがとうございました